# Estrada de Ferro Curitiba Paranaguá
A Estrada de Ferro Paranaguá-Curitiba é uma ferrovia que liga as cidades de Paranaguá a Curitiba. Construída entre 1880 e 1885 por Antônio Ferrucci e João Teixeira Soares, possui 110 quilômetros de trilho, com 14 túneis, o maior com 457 metros de extensão, além de dez estações intermediárias e trinta pontes e viadutos. A estrada encontra-se sob operação da Rumo Logística, com transporte diário de carga, e um trem turístico operado pela Serra Verde Express.

## História

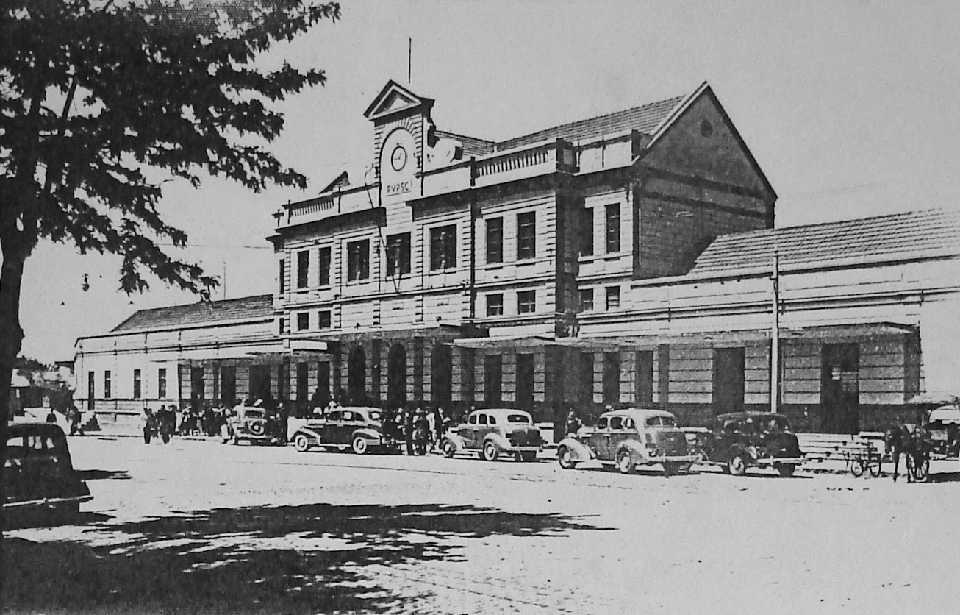
Antiga Estação Ferroviária de Curitiba, atual Museu Ferroviário de Curitiba.

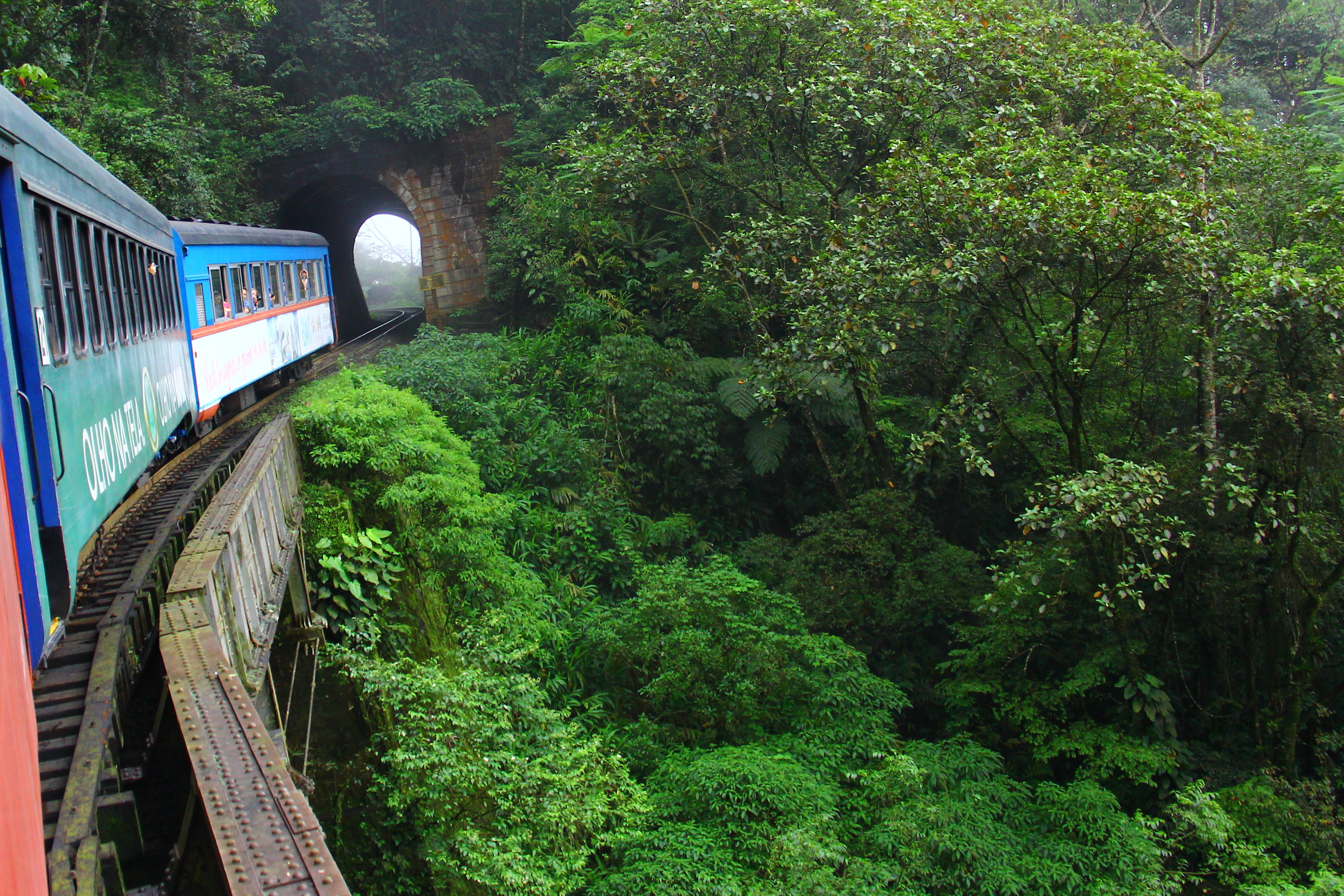
Túnel e viaduto vistos do trem turístico

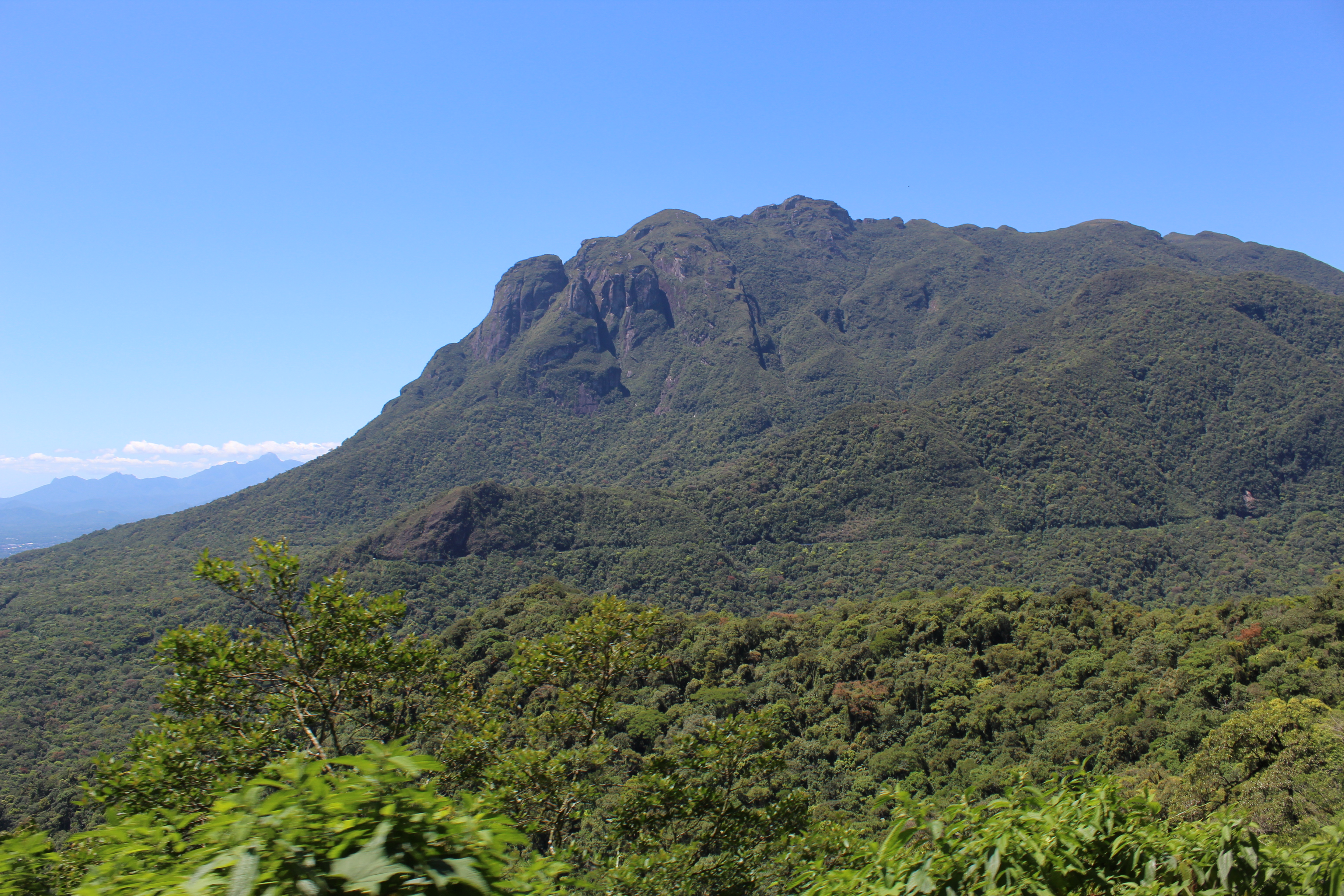
A linha férrea cortando a Serra do Mar, como vista do trem

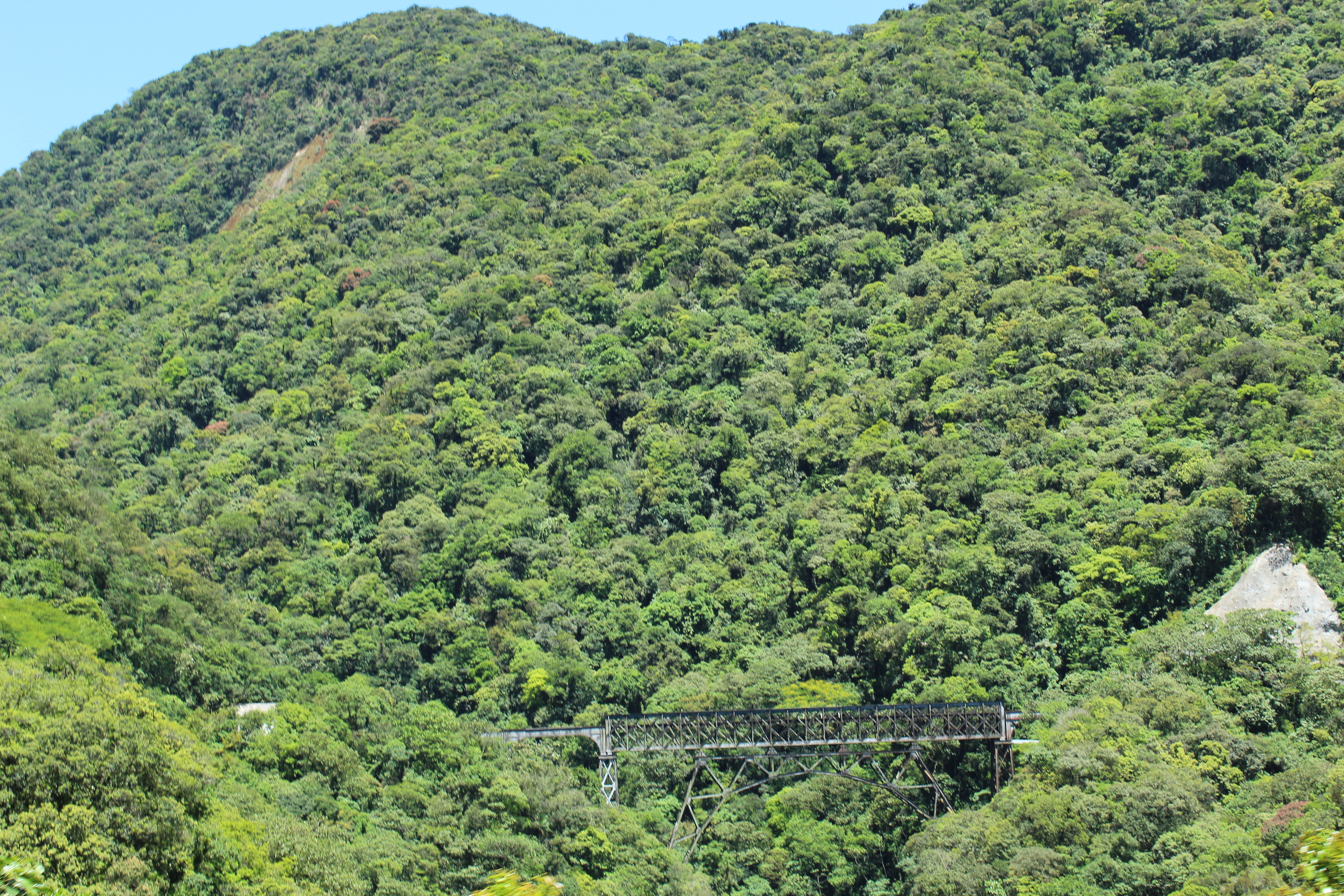
A ponte São João, vista da linha férrea

Antes da ferrovia, por mais de 200 anos a única ligação entre o litoral e o planalto paranaense era a Estrada da Graciosa, inicialmente uma trilha aberta pelos indígenas, sendo posteriormente calçada. No ano de 1870 Antônio Pereira Rebouças Filho em sociedade com Francisco Antônio Monteiro Tourinho e Maurício Schwartz, solicitam uma Concessão Imperial para a construção da Estrada de Ferro Antonina a Curitiba, porém não conseguem constituir empresa para a construção dentro do prazo de dois anos. 
Devido a dificuldades financeiras em 1872, Rebouças e seus sócios cedem seus direitos ao Barão de Mauá também com dificuldades perde os direitos de construção. Somente uma nova Concessão Imperial  para construção da Estrada de Ferro Paranaguá-Curitiba  no  ano de 1879 e concedida para a  francesa Compagnie Génerale des Chemins de Fer Brésiliens, da Societé Anonyme de Travaux Dyle Bacalan.
A Compagnie Génerale, sob direção de Antônio Ferrucci, italiano que participou da construção do Canal de Suez, inicia a construção em 1880 com cerimônia em que participou Dom Pedro II. Participaram da construção nove mil trabalhadores, em condições de trabalho desafiadoras - a área era pantanosa e sujeita a alagamentos, e não havia estrada para facilitar o transporte. A estrada foi construída com pontes e viadutos de aço produzidos na Bélgica, pela Dyleet Bacalan e trazido de navio ao Brasil. Em 1882, Ferrucci deixa o cargo com a estrada parcialmente concluída, e assume João Teixeira Soares. Em 1883 o trecho Paranguá-Morretes é inaugurado em cerimônia com a Princesa Isabel.
Ferrucci teria deixado o cargo devido ao risco ser muito elevado, um trecho de túnel em curva no local conhecido como Rochedinho desabou, e para que as obras não atrasassem foi necessário terceirizar a construção de uma ponte no local do desabamento, esta nova ponte passou a se chamar Viaduto Presidente Carvalho, homenagem ao governante do Estado do Paraná na época. A construção é feita sem o uso de mão de obra escrava, apesar da escravidão ainda ser vigente na época.
À época foi uma das mais ousadas obras de engenharia mundial, em 1884 sob a direção de Soares é concluído o trecho da Serra do Mar, com viadutos de 500 toneladas de ferro construídos sem o uso de máquinas e sob chuvas constantes. A estrada completa sendo inaugurada em 02 de fevereiro de 1885, menos de cinco anos após o início das obras.:6. A inauguração se deu sob protestos de carroceiros e trabalhadores ligados ao transporte de cargas via tração animal.
Esta ferrovia é a única ligação ferroviária entre o Porto de Paranaguá e as regiões produtoras do Paraná e do Centro-Oeste do Brasil, e faz parte da malha da empresa de logística Rumo Logística, com trens de carga circulando diariamente. Atualmente não existem mais linhas de transporte de passageiros no trecho Curitiba e Paranaguá, a não ser uma linha turística mantida pela empresa Serra Verde Express. A estrada possui 110 quilômetros de extensão, 14 túneis (restam 13), sendo o maior com 457 metros de extensão, dez estações,  e trinta pontes ou viadutos.